# اوله لانسبری
اوله لانسبری (سوئدی: Olle Länsberg؛ ‏ ۲۸ مارس ۱۹۲۲ – ۲۸ سپتامبر ۱۹۹۸) فیلم‌نامه‌نویس و نویسنده اهل سوئد بود. او از ۱۹۴۷ تا ۱۹۷۳ برای ده فیلم نویسندگی کرد.
از فیلم‌هایی که وی در آن‌ها نقش داشته‌است، می‌توان به بندر سر راه و عروسی اشاره نمود.